# شتاوکا
شتاوکا (به لهستانی:  Sitawka) یک روستا در لهستان است که در گمینا یانوو (استان پودلاسکی) واقع شده‌است.